# Phyllis Summers
Phyllis Summers este un personaj fictiv din telenovela americană Tânăr și neliniștit.